# Kiczera Beniowska
Kiczera Beniowska – zalesiony szczyt o wysokości 861 m n.p.m. w Bieszczadach Zachodnich. Z rzadkich w Polsce roślin występuje tutaj pszeniec biały.